# Orocrambus ventosus
Orocrambus ventosus là một loài bướm đêm trong họ Crambidae.